# Кубок володарів кубків 1966—1967
Кубок володарів кубків 1966—1967 — 7-ий розіграш Кубка володарів кубків УЄФА, європейського клубного турніру для переможців національних кубків. 

## Учасники
| №п/п | Клуб                  | Турнір                                     |
| ---- | --------------------- | ------------------------------------------ |
| 1    | «Боруссія» (Дортмунд) | Володар Кубка володарів кубків 1965—1966   |
| 2    | «Евертон»             | Володар Кубка Англії 1965—1966             |
| 3    | «Реал Сарагоса»       | Володар Кубка Іспанії 1965—1966            |
| 4    | «Фіорентіна»          | Володар Кубка Італії 1965—1966             |
| 5    | «Дьєр»                | Володар Кубка Угорщини 1965                |
| 6    | «Рейнджерс»           | Володар Кубка Шотландії 1965—1966          |
| 7    | «Баварія»             | Володар Кубка ФРН 1966                     |
| 8    | «Татран»              | Фіналіст Кубка Чехословаччини 1965—1966    |
| 9    | «Славія»              | Володар Кубка Болгарії 1965—1966           |
| 10   | «ОФК Белград»         | Володар Кубка Югославії 1965—1966          |
| 11   | «Стандард»            | Володар Кубка Бельгії 1965—1966            |
| 12   | «Брага»               | Володар Кубка Португалії 1965—1966         |
| 13   | «Спарта»              | Володар Кубка Нідерландів 1965—1966        |
| 14   | «Стяуа»               | Володар Кубка Румунії 1965—1966            |
| 15   | «Легія»               | Володар Кубка Польщі 1965—1966             |
| 16   | «Страсбур»            | Володар Кубка Франції 1965—1966            |
| 17   | «Хемі»                | Володар Кубка НДР 1965—1966                |
| 18   | «Суонсі Сіті»         | Володар Кубка Уельсу 1965—1966             |
| 19   | «Рапід»               | Фіналіст Кубка Австрії 1965—1966           |
| 20   | «Спартак»             | Володар Кубка СРСР 1965                    |
| 21   | «Галатасарай»         | Володар Кубка Туреччини 1965—1966          |
| 22   | «Серветт»             | Фіналіст Кубка Швейцарії 1965—1966         |
| 23   | «Гленторан»           | Володар Кубка Північної Ірландії 1965—1966 |
| 24   | АЕК                   | Володар Кубка Греції 1965—1966             |
| 25   | «Шемрок Роверс»       | Володар Кубка Ірландії 1965—1966           |
| 26   | «Ольборг»             | Володар Кубка Данії 1965—1966              |
| 27   | «Скейд»               | Володар Кубка Норвегії 1965                |
| 28   | АІФК                  | Володар Кубка Фінляндії 1965               |
| 29   | «Спора»               | Володар Кубка Люксембургу 1965—1966        |
| 30   | «Аполлон»             | Володар Кубка Кіпру 1965—1966              |
| 31   | «Флоріана»            | Володар Кубка Мальти 1965—1966             |
| 32   | «Валюр»               | Володар Кубка Ісландії 1965                |

## Попередній раунд
| Команда 1         | Заг. | Команда 2       | 1-й матч | 2-й матч |
| ----------------- | ---- | --------------- | -------- | -------- |
| 22/31 серпня 1966 |      |                 |          |          |
| Валюр             | 2:9  | Стандард (Льєж) | 1:1      | 1:8      |

## Перший раунд
Команда Боруссія (Дортмунд) пройшла до наступного раунду після жеребкування.
| Команда 1                 | Заг. | Команда 2          | 1-й матч | 2-й матч |
| ------------------------- | ---- | ------------------ | -------- | -------- |
| 30 серпня/12 жовтня 1966  |      |                    |          |          |
| Скейд                     | 4:5  | Реал Сарагоса      | 3:2      | 1:3      |
| 14 вересня/5 жовтня 1966  |      |                    |          |          |
| Серветт                   | 3:2  | АІФК (Турку)       | 1:1      | 2:1      |
| 18 вересня/5 жовтня 1966  |      |                    |          |          |
| Стандард (Льєж)           | 6:1  | Аполлон (Лімасол)  | 5:1      | 1:0      |
| Флоріана                  | 1:7  | Спарта (Роттердам) | 1:1      | 0:6      |
| 21 вересня/5 жовтня 1966  |      |                    |          |          |
| Свонсі Сіті               | 1:5  | Славія (Софія)     | 1:1      | 0:4      |
| 24 вересня/7 жовтня 1966  |      |                    |          |          |
| Рапід (Відень)            | 9:3  | Галатасарай        | 4:0      | 5:3      |
| 27 вересня/5 жовтня 1966  |      |                    |          |          |
| Гленторан                 | 1:5  | Рейнджерс          | 1:1      | 0:4      |
| 28 вересня/5 жовтня 1966  |      |                    |          |          |
| Татран                    | 3:4  | Баварія (Мюнхен)   | 1:1      | 2:3      |
| Шемрок Роверс             | 8:2  | Спора              | 4:1      | 4:1      |
| ОФК Белград               | 1:6  | Спартак (Москва)   | 1:3      | 0:3      |
| Фіорентіна                | 3:4  | Дьйор              | 1:0      | 2:4      |
| АЕК                       | 2:4  | Брага              | 0:1      | 2:3      |
| 28 вересня/11 жовтня 1966 |      |                    |          |          |
| Ольборг                   | 1:2  | Евертон            | 0:0      | 1:2      |
| 28 вересня/12 жовтня 1966 |      |                    |          |          |
| Хемі (Лейпціг)            | 5:2  | Легія              | 3:0      | 2:2      |
| Страсбур                  | 2:1  | Стяуа              | 1:0      | 1:1      |

## Другий раунд
| Команда 1                   | Заг.    | Команда 2           | 1-й матч | 2-й матч |
| --------------------------- | ------- | ------------------- | -------- | -------- |
| 9/16 листопада 1966         |         |                     |          |          |
| Серветт                     | 2:1     | Спарта (Роттердам)  | 2:0      | 0:1      |
| 9/23 листопада 1966         |         |                     |          |          |
| Шемрок Роверс               | 3:4     | Баварія (Мюнхен)    | 1:1      | 2:3      |
| Реал Сарагоса               | 2:1     | Евертон             | 2:0      | 0:1      |
| 9 листопада/8 грудня 1966   |         |                     |          |          |
| Спартак (Москва)            | 1:6     | Рапід (Відень)      | 1:1      | 0:1      |
| Дьйор                       | 3:2     | Брага               | 3:0      | 0:2      |
| 23/30 листопада 1966        |         |                     |          |          |
| Страсбур                    | 1:2     | Славія (Софія)      | 1:0      | 0:2      |
| 23 листопада/6 грудня 1966  |         |                     |          |          |
| Рейнджерс                   | 2:1     | Боруссія (Дортмунд) | 2:1      | 0:0      |
| 30 листопада/14 грудня 1966 |         |                     |          |          |
| Хемі (Лейпціг)              | 2:2 (ч) | Стандард (Льєж)     | 2:1      | 0:1      |

## 1/4 фіналу
| Команда 1                | Заг.         | Команда 2        | 1-й матч | 2-й матч |
| ------------------------ | ------------ | ---------------- | -------- | -------- |
| 15 лютого/8 березня 1967 |              |                  |          |          |
| Рапід (Відень)           | 1:2          | Баварія (Мюнхен) | 1:0      | 0:2 дч   |
| 26 лютого/8 березня 1967 |              |                  |          |          |
| Серветт                  | 1:3          | Славія (Софія)   | 1:0      | 0:3      |
| 1/8 березня 1967         |              |                  |          |          |
| Дьйор                    | 2:3          | Стандард (Льєж)  | 2:1      | 0:2      |
| 1/22 березня 1967        |              |                  |          |          |
| Рейнджерс                | 2:2 (монета) | Реал Сарагоса    | 2:0      | 0:2 дч   |

## 1/2 фіналу
| Команда 1               | Заг. | Команда 2       | 1-й матч | 2-й матч |
| ----------------------- | ---- | --------------- | -------- | -------- |
| 11/26 квітня 1967       |      |                 |          |          |
| Баварія (Мюнхен)        | 5:1  | Стандард (Льєж) | 2:0      | 3:1      |
| 19 квітня/3 травня 1967 |      |                 |          |          |
| Славія (Софія)          | 0:2  | Рейнджерс       | 0:1      | 0:1      |

## Фінал
| 31 травня 1967 |

| Баварія (Мюнхен) | 1:0 дч   | Рейнджерс |
| ---------------- | -------- | --------- |
| Рот 109'         | Протокол |           |

| Штедтішес Штадіон, Нюрнберг Глядачів: 69 480 Арбітр: Кончетто Ло Белло |

| Володар Кубка володарів кубків 1966—1967 |
| ---------------------------------------- |
| ФРН                                      |
| Баварія (Мюнхен) 1-й титул               |